# Бабка і Мурашка
«Ба́бка і Мура́шка» — байка російського письменника І. А. Крилова; написана не пізніше травня 1808 року і того ж року вперше опублікована в журналі «Драматичний вісник»; у збірках творів Крилова поміщається в другу книгу байок.

## Сюжет
Бабка, провівши літо в неробстві, зимою виявилася без припасів і звернулася до працьовитого Мурашки по допомогу. Той поцікавився, що Бабка робила влітку. Почувши, що бабка лише співала все літо, Мураха порадив їй піти потанцювати.

## Історія сюжету
Від античних часів до нас дійшли дві байки Езопа зі схожим сюжетом. У першій із них, під назвою «Мураха і Жук», розповідається, як гнойовий Жук скарабей поспівчував улітку Мурашці, яка трудилася навіть тоді, коли інші тварини відпочивають. Але, коли прийшла зима, Жук мусив просити в Мурашки корму, і цього разу вже йому самому довелося вислухати від Мурашки мораль: «Ех, Жуче, якби ти тоді працював, не довелося б тобі тепер сидіти без корму».
Друга байка, яка під назвою «Мурашка і Цикада» зустрічається в деяких рукописах старшої редакції езопівської збірки, потрапила в молодшу редакцію, а також у шкільні візантійські збірки. У ній взимку з проханням про допомогу до Мурашки звертається Цикада. На питання Мурашки, що Цикада робила влітку й чому вона не зібрала собі корму на зиму, цикада відповідає, що все літо вона співала й веселила перехожих. «Ну, то потанцюй зимою», — з гучним сміхом відповів Цикаді Мураха. Закінчується байка мораллю: «найголовніше — піклуватися про насущну їжу, а не витрачати час на забави й гуляння». Сюжет «Мурашки і Цикади» з іронічною пропозицією Мурашки потанцювати взимку, зверненою до Цикади у відповідь на її розповідь про те, як вона співала влітку, став класичним і його неодноразово повторили різні байкарі стародавнього й нового часу.
За переказом латиною в збірці «Ромул» відома байка «Мураха і Цикада» Федра, сюжет якої мало відрізняється від байки з езопівських збірок і яку часто публікують під ім'ям Езопа. Першою, яка дійшла до нас, поетичною розробкою сюжету є байка «Мураха і Цикада» Бабрія. Аналогічний езопівському сюжет має й старовинна айсорська казка «Мураха і Коник».
У XVII столітті у Франції сюжетом Езопа скористався Жан де Лафонтен для байки «Цикада і Мураха» (фр. La Cigale et la Fourmi), що відкривала першу з його книг байок. У французькій мові і слово la cigale, і слово la fourmi належать до жіночого роду, тому обидва персонажі байки Лафонтена читач сприймає як істот жіночого роду. Іншою особливістю байки французького автора є обіцянка цикади, яка вмирає від голоду, повернути борг Мурашці з відсотками. Але пані Мураха в борг давати не любила, що Лафонтен називає її недоліком.
Прозові переклади байки Езопа російською мовою відомі від початку XVII століття. У XVIII столітті в Росії опубліковано вільні поетичні переклади байки Лафонтена цілої низки авторів. Майже у всіх із них другим персонажем байки поряд з мурахою стала бабка. Почасти це пов'язано з тим, що в розмовній російській мові XVIII — початку XIX століть слово «бабка» було узагальненою назвою для різних комах: так називали і бабку, і коника, а почасти через співзвуччя слів стрекоза (з рос. бабка) і стрекотати: у російській літературі XVIII століття склалася ціла традиція зображати, що бабка — комаха, яка стрекоче або співає. Першою в цьому ряду стоїть притча О. П. Сумарокова «Бабка», значне місце в якій займає опис лих, які випали на долю бабки.
Особливістю байки «Бабка» І. І. Хемніцера є щасливий кінець: Мураха з педагогічних міркувань спершу Бабку проганяє, але потім зі співчуття допомагає їй хлібом. Опублікована невідомим автором у альманасі «Прохолодні години» в лютому 1793 року байка "Мураха і Бабка"фактично є переробкою байки Хемніцера. До сюжету зверталися також Ю. А. Нелединський-Мелецький (байка «Бабка») і В. О. Озеров (байка «Коник»), у байках яких чітко проглядається осуд мурашки, що відображає негативне ставлення дворян до буржуазії.
Лев Успенський у книзі «Слово про слова» описує недоречності байки, пов'язані з труднощами перекладу вірша Лафонтена Криловим.

## Переклади українською
Українською мовою байку переклали Феофан Скляр («Бабка і Мурашка»), Анатолій Присяжнюк («Бабка і Муравель»).